# Qalat Semaan

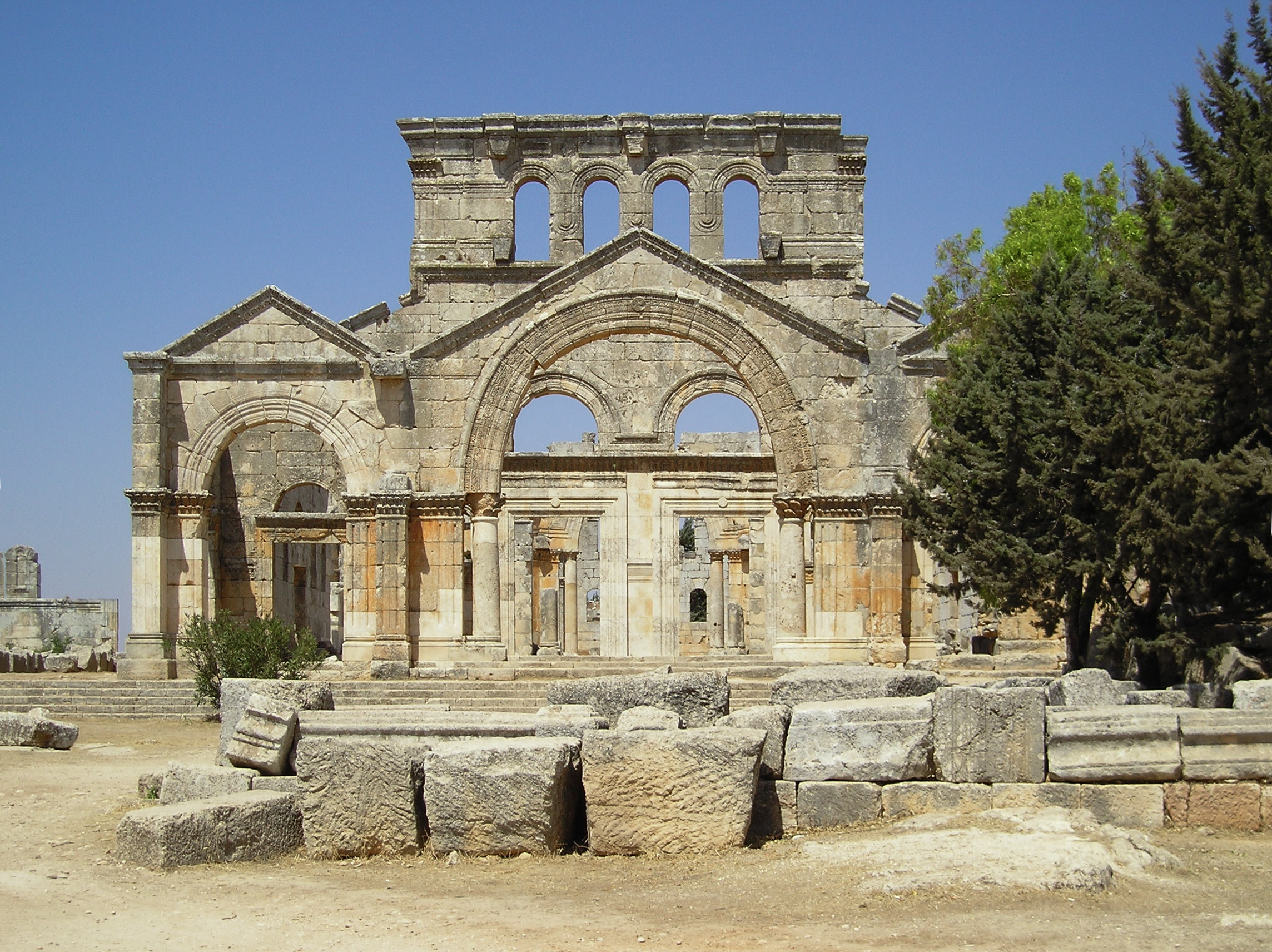

Qalat Semaan (Huis van Simon) (Arabisch: كنيسة مار سمعان العمودي , knīset mār semʕān l-ʕamūdī) is thans de ruïne van een vijfde-eeuwse Byzantijns kerkcomplex in Noord-Syrië.
Het bevindt zich op de plaats waar Simeon de Pilaarheilige of Simeon de Styliet (386-459) zesendertig jaar op een zuil doorbracht. (12 à 18 m hoog, met een diameter van 1,5 à 2 m) Reeds tijdens zijn leven werd Simeon vereerd door pelgrims die vanuit verschillende locaties in het Byzantijnse Rijk naar hem toekwamen. De meesten kwamen evenwel uit Antiochië.
In de tweede helft van de 5de eeuw was er in de kerk van Antiochië heel wat discussie omtrent de leer van het monofysitisme. Dit bracht wrijvingen en moeilijkheden mee die tevens uiting waren van een revolte van de lokale christenen tegen de dominantie van Constantinopel.
De keizerlijke autoriteiten zagen in de verering van Simeon een middel om de vroomheid van de gewone mensen in de gewenste richting te leiden en hen af te houden van theologisch-politieke discussies.
Met grote financiële middelen werd Qalat Semaan uitgebouwd tot een pelgrimsoord op grote schaal.
De bergkam diende genivelleerd te worden; er werd een groot kunstmatig terras aangelegd.
Het complex werd waarschijnlijk kort na de dood van Simeon gebouwd tussen 476 en 492 onder de auspiciën van de Byzantijnse keizer Zeno.
De bedevaartskerk zelf werd in de vorm van een grieks kruis opgetrokken. Vier basilica's omsloten een centraal octogonaal binnenplein rondom de zuil van Simeon. Er werd een klooster gebouwd aansluitend bij de oostelijke basilica.
Een baptisterium werd opgericht zuidelijk aan het einde van een via sacra op ongeveer 150 meter van de bedevaartskerk. Er werd in hoofdzaak natuursteen gebruikt.
Omar II, een kalief uit de dynastie der Omajjaden, werd nabij Qalat Semaan begraven in 720.
Het complex werd in de 9de en een tweede maal in de 10de eeuw veroverd en vernietigd door moslimlegers en is sindsdien als bedevaartplaats verlaten.